# Bertola da Novate
Pour les articles homonymes, voir Bertola.
Bertola da Novate (né à Novate Milanese, Lombardie en 1410 - mort en 1475) était un ingénieur italien, au service du duc de Milan, François Sforza à partir de 1451.

## Biographie
Durant son mandat d'ingénieur ducal, il projeta et suivit la réalisation de plusieurs grands chantiers hydrauliques :
- en 1457, le duc François Sforza charge Bertola da Novate, ingénieur du duché de Milan en 1451, d'étudier les possibilités de liaison fluviale avec Pavie et avec le fleuve Adda ;
- sous la direction du même Bertola, entre 1452 et 1458 est creusé (ou peut-être seulement perfectionné) le Naviglio di Bereguardo, pour la navigation vers Pavie, et entre 1460 et 1470 est réalisé le Naviglio Martesana qui unit l'Adda avec Milan, en correspondance avec le fleuve Seveso ;
- pendant que sont en exécution les travaux pour le Naviglio di Bereguardo, Bertola da Novate est consulté pour la construction de cinq écluses près de Parme, réalisées ensuite entre 1456 et 1459 sous la direction d'un assistant et avec la présence salutaire du même Bertola, engagé aussi au Naviglio di Mantova, pour y construire certaines écluses entre 1455 et 1456, ainsi que sur celui de Crémone.